# Micro Dual-Inline Memory Module

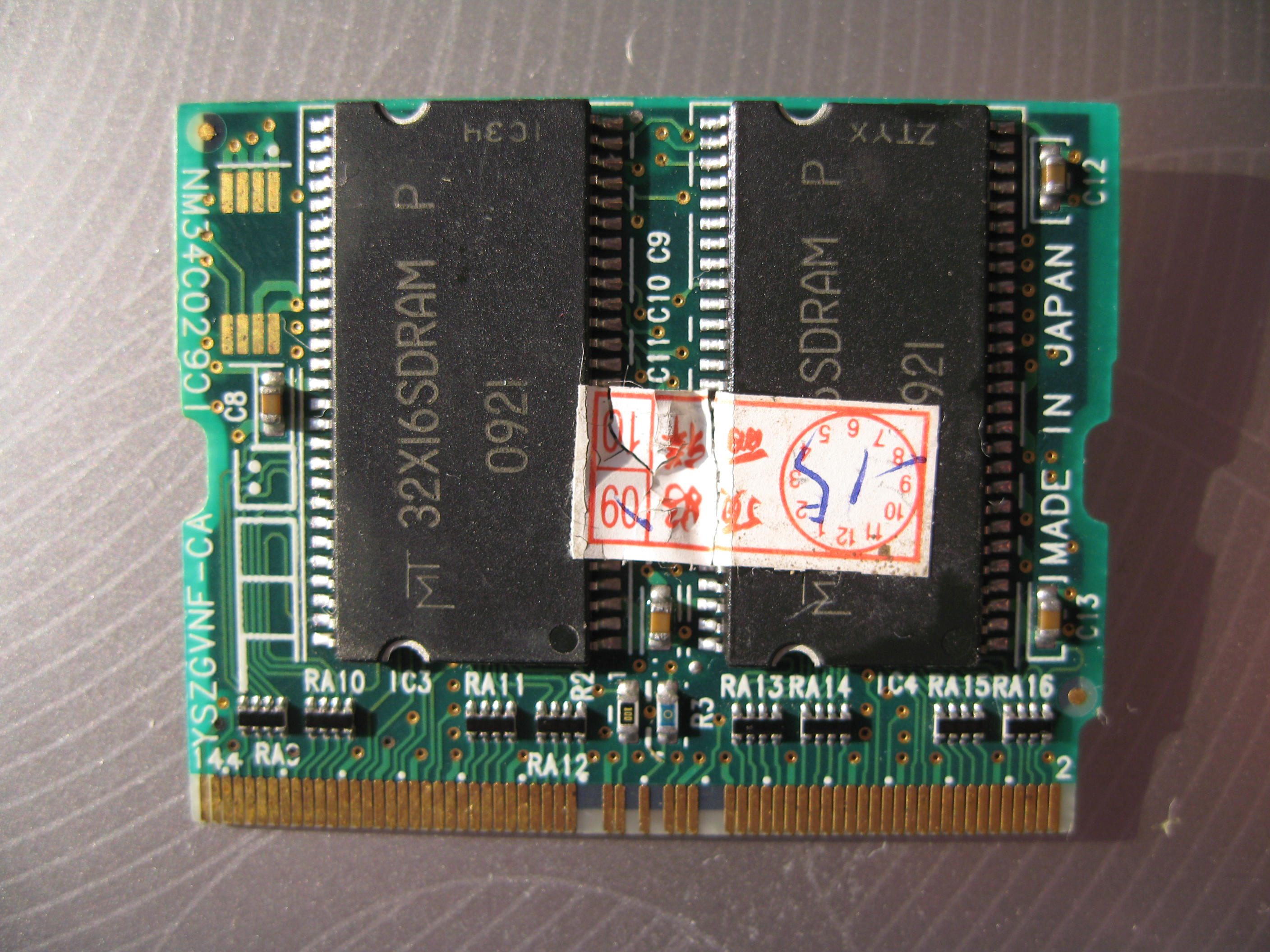
256 MB Micro DIMM PC133 SDRAM Modul

Das Micro Dual-Inline Memory Module (Micro-DIMM) ist eine Bauform von Speichermodulen, die gegenüber dem SO-DIMM noch weiter verkleinert ist. Dieses Miniatur-Speichermodul ist konstruiert für den Einsatz als Arbeitsspeicher in Sub-Notebooks. Es wurde Mitte 2004 von der Firma Infineon vorgestellt und ist über das JEDEC-Konsortium standardisiert. Im Subnotebook Sony PCG-TR1MP wurde es jedoch schon Mitte 2003 verbaut, auch Kingston hat das Modul schon 2003 hergestellt. 2004 waren Micro-DIMMs spezifiziert für Double-Data-Rate-2-Speicher mit Kapazitäten von 256 MByte, 512 MByte und 1 GByte und es waren vereinzelt 2 GByte Varianten zu sehr hohen Preisen erhältlich.
Mit einem neuen Konzept für die Steckverbindung – sogenannte 'mezzanine connector' werden 214 Pins realisiert.
MicroDIMM werden von folgenden Sub-Notebooks verwendet:
- ASUS M5200N/M5600N (M5N) SERIES NOTEBOOK
- FUJITSU SIEMENS LIFEBOOK P SERIES
- HITACHI FLORA 210W
- JVC MP
- PANASONIC TOUGHBOOK
- SONY VAIO